# Ted King (actor)
Theodore William "Ted" King conocido como Ted King, es un actor estadounidense, especialmente conocido por haber interpretado a Andy Trudeau en la serie Charmed, a Lorenzo Alcázar en la serie General Hospital y a Tomas Delgado en la serie One Life to Live.

## Biografía
En marzo del 2007 se comprometió con Maya Rodwell, la pareja se casó el 14 de septiembre del 2008, le dieron la bienvenida a su primera hija Ava Celeste King el 15 de octubre del 2010 y a su segunda hija Vivienne Aurelia King el 17 de abril del 2013.

## Carrera
Es cofundador del "Portal Theater Company", una compañía de repertorio fuera de Broadway, donde dirigió Beggars in the House of Plenty escrita por John Patrick Shanley.
Entre 1995 y 1996 dio vida a Danny Roberts en las series Loving y The City.
En 1997 se unió al elenco principal de la miniserie Timecop donde interpretó al oficial Jack Logan, hasta el final en 1998.
En 1998 interpretó a Bob un locutor de radio durante el episodio piloto de la serie Dawson's Creek.
El 7 de octubre del mismo año se unió al elenco principal de la serie Charmed donde interpretó al inspector de la policía Andrew "Andy" Trudeau, el amigo de la infancia de las Halliwell y el verdadero amor de Prue Halliwell (Shannen Doherty), hasta el final de la primera temporada el 26 de mayo de 1999 después de que su personaje fuera asesinado por el demonio Rodriguez (Carlos Gómez).
Ese mismo año obtuvo un pequeño papel en la película The X-Files: Fight the Future donde interpretó a un agente del FBI que se encuentra en el techo. Así como en la película Blade donde interpretó a un vampiro durante la fiesta rave.
En el 2002 se unió al elenco de la exitosa serie General Hospital donde interpretó al criminal Luis Alcázar, hasta ese mismo año después de que su personaje fuera asesinado en defensa propia por Alexis Davis (Nancy Lee Grahn) luego de empujarlo de un balcón. El 5 de junio del 2003 regresó nuevamente a la serie ahora interpretando al gánster Lorenzo Alcázar, el hermano gemelo de Luis y padre de Diego (Ignacio Serricchio), hasta el 23 de mayo del 2007 después de que su personaje presuntamente fuera asesinado.
En 2008 se unió al elenco recurrente de la serie Prison Break donde interpretó a Downey, un operativo, guardaespaldas y asesino personal bajo el mando de Christina Scofield (Kathleen Quinlan), hasta mayo del 2009 después de que su personaje muriera en una explosión ocasionada por Alexander Mahone (William Fichtner).
En 2010 apareció como invitado en la serie CSI: Miami donde dio vida a Sam Gardner, un astronauta de la NASA que colaboraba con la única compañía privada de vuelos espaciales de Miami y que realiza un viaje al espacio exterior junto a otros tres pasajeros.
El 21 de enero del 2011 se unió al elenco de la serie One Life to Live donde interpretó al agente Tomas Delgado, el hermano de la abogada Téa Delgado (Florencia Lozano), hasta el final de la serie el 2012 después de que su personaje se fuera en una misión.
En 2013 apareció como invitado en la serie Alpha House donde interpretó a Al Hickok, un activista del Tea Party que busca obtener el puesto del senador Laffer durante las primarias, hasta el 2014.
En 2015 apareció como invitado en el episodio "Lost in Translation" de la serie NCIS donde interpretó al soldado Daniel Collins.

## Beneficencia
King es un miembro activo en organizaciones caritativas, entre ellas la fundación "Make-A-Wish".

## Filmografía

### Series de televisión
| Año         | Título                            | Personaje           | Notas                               |
| ----------- | --------------------------------- | ------------------- | ----------------------------------- |
| 2016        | Hawaii Five-0                     | Clark Brighton      | episodio "Ka Haunaele"              |
| 2015        | NCIS                              | Cpl. Daniel Collins | episodio "Lost in Translation"      |
| 2013 - 2014 | Alpha House                       | Al Hickok           | 3 episodios                         |
| 2013        | Elementary                        | James Monroe        | episodio "An Unnatural Arrangement" |
| 2011 - 2012 | One Life to Live                  | Tomas Delgado       | 129 episodios                       |
| 2010        | CSI: Miami                        | Sam Gardner         | episodio "Miami, We Have a Problem" |
| 2008 - 2009 | Prison Break                      | Downey              | 7 episodios                         |
| 2003 - 2007 | General Hospital                  | Lorenzo Alcázar     | 510 episodios                       |
| 2003        | The Division                      | Tom Lazzario        | episodio "Strangers"                |
| 2002        | Frasier                           | Craig               | episodio "The Guilt Trippers"       |
| 2002        | Glory Days                        | Jack Corbin         | episodio "Clowning Glory"           |
| 2001        | Law & Order: Special Victims Unit | Tony Daricek        | episodio "Stolen"                   |
| 2001        | Sex and the City                  | Brad                | episodio "Time and Punishment"      |
| 2000        | JAG                               | Lt. Cmdr. Holtsford | episodio "Flight Risk"              |
| 1998 - 1999 | Charmed                           | Insp. Andy Trudeau  | 22 episodios                        |
| 1998        | Dawson's Creek                    | Bob                 | episodio "Pilot"                    |
| 1997 - 1998 | Timecop                           | Off. Jack Logan     | 9 episodios - miniserie             |
| 1995 - 1996 | The City                          | Danny Roberts       | 6 episodios                         |
| 1995        | Loving                            | Danny Roberts       | episodio del 31 de octubre          |
| 1993        | Another World                     | Ron Nettles         | -                                   |
| 1990        | Tour of Duty                      | Hombre de la Radio  | episodio "Payback"                  |

### Películas
| Año  | Título                        | Personaje        | Notas |
| ---- | ----------------------------- | ---------------- | --- |
| 2016 | Unwanted Guest                | Mr. Roberts      | junto a Catherine Carlen, Ted King, Olivia Lemmon, Beth Littleford y Kate Mansi                           |
| 2001 | Impostor                      | Operador del RMR | junto a Gary Sinise, Madeleine Stowe, Vincent D'Onofrio, Tony Shalhoub, Tim Guinee y Mekhi Phifer         |
| 1998 | Blade                         | Vampiro          | junto a Wesley Snipes, Stephen Dorff, Kris Kristofferson, N'Bushe Wright, Donal Logue y Udo Kier          |
| 1998 | The X-Files: Fight the Future | Agente del FBI   | junto a David Duchovny, Gillian Anderson, William B. Davis, Martin Landau, Mitch Pileggi y Jeffrey DeMunn |
| 1985 | The Midnight Hour             | Muerte           | junto a Lee Montgomery, Shari Belafonte, LeVar Burton, Peter DeLuise y Dedee Pfeiffer                     |

## Premios y nominaciones
| Año  | Categoría                         | Premio                  | Series           | Resultado |
| ---- | --------------------------------- | ----------------------- | ---------------- | --------- |
| 2005 | Favorite Villain                  | Soap Opera Digest Award | General Hospital | Ganó      |
| 1997 | Outstanding Younger Lead Actor    | Soap Opera Digest Award | The City         | Nominado  |
| 1996 | Outstanding Younger Leading Actor | Soap Opera Digest Award | Loving           | Nominado  |